# 剥皮行者牧場
皮行者牧場（Skinwalker Ranch）是美國巴拉德 (猶他州)一處牧場，以超自然和飛碟事件聞名，成為都市傳說和部分外星人研究愛好者聖地，其名稱來自事件成名後的外界稱呼，原本無特定名。

## 背景
皮行者牧場成名在於其一系列詭異故事於1996年在Deseret News當地報上見報，之後轉載於Las Vegas Mercury周報開始廣為流傳，調查記者喬治納普接手關注此一消息後開始了挖掘並使其在超自然圈子的愛好者中成為90年代人盡皆知的故事。
牧場與尤特印第安人保留區接壤，當地相關詭異印第安傳說本身甚多都與該地區有關，早在1974年出版的《猶他州不明飛行物》一書中弗蘭克·索爾茲伯里（Frank Salisbury）和約瑟夫·希克斯（Joseph Junior Hicks）就調查了當地較大範圍的飛碟目擊事件，包含百件以上目擊與消失和被肢解的家畜等事件。牧場長期屬於邁爾斯家族據說超過八十年但1987年後開始閒置，直到1994年謝爾曼一家人買下該地，但詭異在於邁爾斯家族提出了詭異的交易條件，第一是不得隨意挖掘牧場，除非地點徵得邁爾斯家族同意，第二是不得再轉賣牧場，除非徵得邁爾斯家族同意，第三是事後不回答關於牧場上一些怪異事件的問題。但由於期開出的售價驚人的低所以這些條件被視為一種交換，交易達成後謝爾曼一家人感覺佔了便宜，然而噩夢由此開始。
搬入後其全家受到各種怪異事件困擾，從第一天起他們就發現事件不對之處，住宅中多數櫥櫃被一種怪異大鐵鍊鎖住取用東西較為麻煩，起初視為前任的防盜或生活怪癖而不在意，但之後日常性發生家中物品消失並找到出現於怪異地點，例如一支電鑽失蹤後數日被發現吊於屋後三層樓高的樹上，以及購物回家的雜貨放入冰箱僅離開幾十秒再回頭，發現所有雜貨原封不動又在袋子裡。晚間發現天上的不明光點為常態，之後事件開始有實質損失，男主人特里曾目睹一隻正常狼三倍大的巨狼在遠處瞭望之後還侵入咬家畜，他連開三槍後該狼居然無血跡也無損，他帶領兒子追入森林一公里卻發現狼足跡突然到一處後就消失。之後數年間家畜失蹤成常態，還有四頭奶牛被發現分解在森林中，現場卻無血跡，動物損失讓全家逐漸經濟困難。
附近其他牧場居民也常看到一些無法解釋的動物，例如像馬一樣大的鬣狗或巨狼等，但他們家中沒有怪異事件，所有事件多數集中於皮行者牧場。最可怕一次事件是屋外天空夜間出現一個巨大光球，出去查看時家中三隻狗衝向一個草叢之後發出慘叫，三隻狗之後被發現燒成肉團，全家幾乎決定儘快逃脫牧場。事件見報後引起飛碟愛好者也是億萬富翁羅伯特比奇洛注意，他用當時的20萬美金買下牧場，羅伯特是美國科學探索研究會創始成員也是飛碟信奉者，他在當地組織了一個高科技科學家團隊由柯爾姆海勒博士領軍，長期進駐牧場輪班警戒並研究，決心解開飛碟秘密。由於保密條款約束外界對整個研究計畫所知不多，但柯爾姆海勒博士日後獲准出版了《尋找皮行者牧場》一書，內容的一些資訊成為該次行動較為直接的材料，同時也顯示研究隊在2004收隊之前的七年間的確遭遇許多不尋常事件，但多數未能有科學結論和證據。
目前牧場各種怪異事件沒有定論只流傳於都市傳說等級，一些報導嘗試提出科學解釋例如集體傳染性妄想、蓄意炒作、政府祕密基地實驗、黑幫在附近的毒品基地..等解釋和劇情，但傳奇色彩最濃厚之處在於柯爾姆的整支科學團隊以科學方法紀錄的諸多事件，這與其他飛碟事件有關鍵不同除非他們也集體造假，也因此剥皮行者牧場成為飛碟圈長年不墜的討論話題。2016年富翁羅伯特將牧場賣給一個空殼公司「精金控股Adamantium Holdings」之後牧場周圍全被以私人產業標示的鐵絲網和監視器封鎖，2017年「皮行者牧場」被以一個商標註冊成為專有名詞禁止一般商用，但後續該控股公司也未再有任何商業動作至今。

## 影視
- 2013年電影 《靈異牧場》
- 2018年紀錄片《Hunt for the Skinwalker》